# Frank H. Wilson
Pour les articles homonymes, voir Wilson et Frank Wilson (homonymie).
Francis Henry Wilson, né le 4 mai 1885 à New York (Manhattan, Harlem, État de New York), ville où il est mort (dans le Queens) le 16 février 1956, est un acteur, chanteur, dramaturge, metteur en scène et scénariste américain, connu comme Frank H. Wilson (parfois crédité Frank L. Wilson ou Frank Wilson).

## Biographie
Frank H. Wilson débute vers 1900 dans le répertoire du vaudeville et par la suite, joue notamment au théâtre à Broadway (New York), où il débute dans trois pièces d'Eugene O'Neill, dont Tous les enfants du Bon Dieu ont des ailes (en) (1924) et The Emperor Jones (en) (1925), les deux aux côtés de Paul Robeson.
Ultérieurement, citons Porgy de Dorothy et DuBose Heyward (1927-1928, avec Evelyn Ellis interprétant Bess, lui-même tenant le rôle-titre), Les Verts Pâturages de Marc Connelly (1935, avec Edna Mae Harris et Oscar Polk), Watch on the Rhine (en) de Lillian Hellman (1941-1942, avec Mady Christians et Paul Lukas), ou encore Le Grand Couteau de Clifford Odets (1949, avec John Garfield et Nancy Kelly). Sa dernière pièce sur les planches new-yorkaises est Take a Giant Step de Louis S. Peterson (en) (1953).
Toujours à Broadway, il joue aussi dans deux comédies musicales, Singin' the Blues (1931, avec Mantan Moreland et Fredi Washington) et Memphis Bound! (1945, avec Avon Long). De plus, deux pièces dont il est l'auteur y sont représentées, Meek Mose (1928) et Walk Together Chillun (1936) ; il est en outre metteur en scène de cette dernière.
Au cinéma, il apparaît pour la première fois dans deux courts métrages muets britanniques  de Lewin Fitzhamon, A Seaside Girl (1907) et The Artful Lovers (1908). Suivent quelques autres courts métrages, muets puis parlants, dont Along Came Auntie de Fred Guiol et Richard Wallace (1926, avec Glenn Tryon et Vivien Oakland).
Trois de ses longs métrages américains sont les adaptations de pièces précitées, The Emperor Jones de Dudley Murphy (1933, où il retrouve Paul Robeson), Les Verts Pâturages de Marc Connelly et William Keighley (1936, avec Rex Ingram et Oscar Polk, où il reprend son rôle de Moïse), et enfin Quand le jour viendra d'Herman Shumlin (d'après Watch on the Rhine, 1943, avec Bette Davis et Paul Lukas, lui-même reprenant son rôle de Joseph).
Son dernier film est Beware! de Bud Pollard (1946, avec Louis Jordan).
Après son retrait du grand écran, Frank H. Wilson contribue encore pour la télévision américaine à trois séries comme acteur, la première étant Studio One (un épisode, 1951) ; les deux autres sont diffusées en 1954. Enfin, il est scénariste de l'épisode pilote (diffusé en 1949) de Martin Kane, Private Eye (en).
Membre dans les années 1930 du mouvement Renaissance de Harlem, il meurt en 1956, à 70 ans.

## Filmographie
(acteur, sauf mention contraire ou complémentaire)

### Cinéma (sélection)

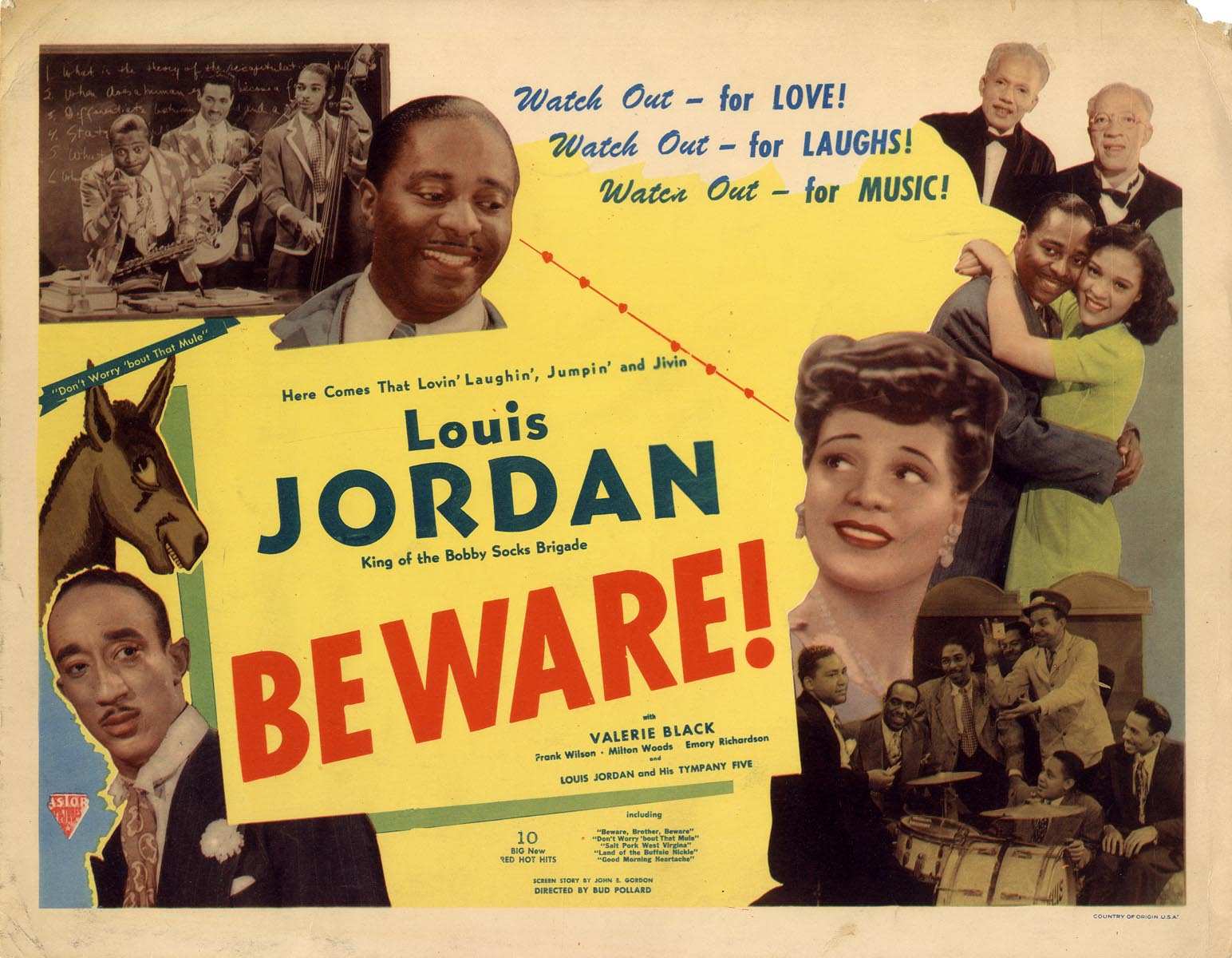
Poster promotionnel pour Beware! (1946),
avec Frank H. Wilson en bas à gauche

(films américains, sauf mention contraire)
- 1907 : A Seaside Girl (it) de Lewin Fitzhamon (court métrage britannique)
- 1908 : The Artful Lovers (it) de Lewin Fitzhamon (court métrage britannique)
- 1912 : A Case of Dynamite d'Herbert Brenon (court métrage) : un villageois
- 1919 : The Stream of Life d'Horace G. Plimpton (court métrage) : le père de Philip
- 1926 : Deux maris, des soucis ! (Along Came Auntie) de Fred Guiol et Richard Wallace (court métrage)
- 1932 : The Girl from Chicago d'Oscar Micheaux : Wade Washington
- 1933 : The Emperor Jones de Dudley Murphy : Jeff
- 1933 : Phantom of Kenwood d'Oscar Micheaux : rôle non spécifié
- 1934 : Bubbling Over (en) de Leigh Jason (court métrage) : le maître de la rivière
- 1936 : Les Verts Pâturages (The Green Pastures) de Marc Connelly et William Keighley : Moïse / Sexton
- 1937 : The Devil Is Driving (en) d'Harry Lachman : Martin Foster
- 1937 : Cette sacrée vérité (The Awful Truth) de Leo McCarey : le maître de cérémonie
- 1939 : Paradise in Harlem (en) de Joseph Seiden (en) : Lem Anderson (+ histoire originale)
- 1939 : Moon Over Harlem (en) d'Edgar G. Ulmer : rôle non spécifié (+ histoire originale)
- 1940 : Sunday Sinners (en) d'Arthur Dreifuss (histoire originale)
- 1941 : Murder on Lenox Avenue (en) d'Arthur Dreifuss : petit rôle non crédité (+ histoire originale)
- 1943 : Quand le jour viendra (Watch on the Rhine) de Herman Shumlin : Joseph
- 1946 : Beware! de Bud Pollard : Professeur Drury

### Télévision (intégrale)
(séries)
- 1949 : Martin Kane, Private Eye (en), épisode pilote d'A. Edward Sutherland (scénariste)
- 1951 : Studio One, saison 3, épisode 21 Le Procès de John Peter Zenger (The Trial of John Peter Zenger) : Noah
- 1954 : The United States Steel Hour (en), saison 1, épisode 18 Fearful Decision d'Alex Segal : Chapman
- 1954 : The Elgin Hour (en), saison unique, épisode 1 Floodtide de Daniel Petrie : Henry

## Théâtre à Broadway (intégrale)

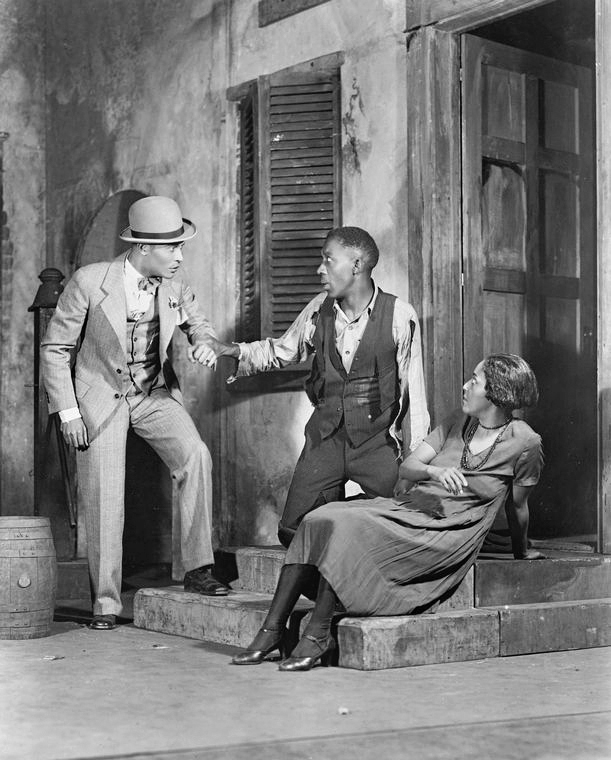
Au centre, à Broadway en 1927,
dans Porgy (rôle-titre), avec Evelyn Ellis (Bess)

(pièces, comme acteur, sauf mention contraire)
- 1924 : Tous les enfants du Bon Dieu ont des ailes (en) (All God's Chillun Got Wings) d'Eugene O'Neill : Joe
- 1925 : The Dreamy Kid d'Eugene O'Neill : Abe
- 1925 : The Emperor Jones (en) d'Eugene O'Neill : Lem / un prisonnier / un esclave
- 1926-1927 : In Abraham's Bosom (en) de Paul Green (en) : Bud Gaskins
- 1927-1928 : Porgy de Dorothy et DuBose Heyward, mise en scène de Rouben Mamoulian : rôle-titre (repris en 1929)
- 1928 : Meek Mose (auteur)
- 1930 : Sweet Chariot de Robert Wilder : Marius Harvey
- 1931 : Singin' the Blues, comédie musicale, musique de Jimmy McHugh et Burton Lane (orchestrée par Robert Russell Bennett), lyrics d'Harold Adamson et Dorothy Fields, livret de John McDowan : Jim Williams
- 1932 : Bloodstream de Frederick Schlick, mise en scène de Sidney Salkow : le bohémien Kale
- 1933 : We, the People de (et mise en scène par) Elmer Rice : Steve Clinton
- 1934 : They Shall Not Die de John Wexley : Moore / M. Harrison
- 1934 : Roll, Sweet Chariot de Paul Green (en) : Levin Farrow
- 1935 : Les Verts Pâturages (The Green Pastures) de (et mise en scène par) Marc Connelly, décors de Robert Edmond Jones : Moïse
- 1936 : Walk Together Chillun (auteur et metteur en scène)
- 1938 : Journeyman d'Alfred Hayes et Leon Alexander : Hardy
- 1938 : All the Living d'Hardie Albright, mise en scène de Lee Strasberg : un agent hospitalier
- 1938-1939 : Kiss the Boys Goodbye de Clare Boothe Luce : George
- 1941-1942 : Watch on the Rhine (en) de Lillian Hellman, mise en scène d'Herman Shumlin, décors de Jo Mielziner : Joseph
- 1943-1944 : South Pacific d'Howard Rigsby et Dorothy Heyward, musique de scène de Paul Bowles, mise en scène de Lee Strasberg : le bagagiste
- 1945 : Memphis Bound! (en), comédie musicale, musique et lyrics de Don Walker (en) et Clay Warnick (en), livret d'Albert Wineman Barker et Sally Benson, costumes de Lucinda Ballard : M. Finch
- 1947 : Anna Lucasta (en) de Philip Yordan : Joe Lucasta[5]
- 1948 : Set My People Free de Dorothy Heyward, mise en scène de Martin Ritt : Morris Brown
- 1949 : Le Grand Couteau (en) (The Big Knife) de Clifford Odets, mise en scène de Lee Strasberg : Russell
- 1949 : How Long Till Summer de Sarett et Herbert Rudley : Dr Dan Benson
- 1953 : Take a Giant Step de Louis S. Peterson (en), costumes de Ruth Morley : Frank